# La Porte du fond
La Porte du fond est un roman de Christiane Rochefort publié le 1er septembre 1988 aux éditions Grasset et lauréat la même année du prix Médicis.

## Résumé
La porte du fond est un roman majeur sur l’inceste. C’est le récit des combats impuissants de la narratrice enfant contre ce que lui impose le pouvoir paternel. 

## Éditions
- La Porte du fond, éditions Grasset, 1988  (ISBN 2-246-41161-0).